# Batna črpalka
Batna črpalka spada med najstarejše delovne stroje, saj je znana že več kot 2000 let. Deluje na principu izpodrivanja tekočine, in sicer samo v tlačnem gibu bata, kar povzroča neenakomerno črpanje tekočine.
Batne črpalke so vedno opremljene s tlačnim in sesalnim ventilom, da krmilita sesalni in tlačni gib. So bolj zapletene kot druge črpalke zato se uporabljajo samo še v posebne namene.
Vrste batnih črpalk:
- Enostransko delujoča batna črpalka
- Dvostransko delujoča batna črpalka
- Diferencialna batna črpalka